# طوني ورد
طوني وورد (من مواليد 27 مارس 1970 في بيروت، لبنان) مصمم أزياء لبناني إيطالي، تتواجد تصاميمه في أكثر من 60 متجرا في جميع أنحاء العالم.

## النشأة
طوني ورد هو نجل إيلي وارد - مصممة الأزياء الشهيرة في بيروت، حيث نشأ في عالم الموضة الرائع. في سن الثامنة عشر، التحق بمدرسة Ecole de la Chambre Syndicale de la Couture Parisienne في باريس عاصمة فرنسا. كان يعمل لمدة سبع سنوات مع كلود مونتانا في لانفين، وجيانفرانكو فيري في ديور، ثم مع كارل لاغرفيلد في كلوي،  حيث تعلم أسرار تقنيات هوت كوتور بالمعايير العليا قبل أن يطلق علامته التجارية طوني ورد كوتور . حول طوني ورد منزل الأزياء الراقية لعائلته، الذي أنشأه والده في عام 1952 م، إلى علامة تجارية عالمية. إنه يصمم مجموعات الأزياء الراقية، الجاهزة للارتداء والعرائس، والتي تجمع جميعها بين الحرف اليدوية لعائلة أتيلييه والابتكار والبراعة والخطوط الرائعة. إبداعاته تجذب أعضاء من العائلات الملكية والمشاهير والمتاجر الدولية الراقية.

## المسيرة المهنية
بعد سبع سنوات من الخبرة العملية في باريس، عاد طوني ورد إلى وطنه وأطلق خط الأزياء الراقية في عام 1997،  وحصل على الجائزة الأولى في مسابقة تصميم "Société des Artistes et Décorateurs"، وعرضت رسوماته في متحف غاليرا (متحف الأزياء في مدينة باريس).
في عام 2004، بدأ توني وارد في تقديم عروض الأزياء الراقية في روما. حازت مجموعته الأولى بعنوان «عدن» على اهتمام الصحافة الإيطالية والدولية والمجتمع الراقي والمشاهير. ثم حصل على جائزة مصمم الأزياء لهذا العام في جوائز "L'Ago D'Oro" (الإبرة الذهبية) وبحلول عام 2007 م، جذبت تصاميم طوني مجموعة من كبار الشخصيات من جميع أنحاء العالم. أدى الطلب المتزايد على إبداعاته إلى افتتاح صالة عرض حصرية في موسكو.
في عام 2008 م، تمت تحويل العلامة التجارية إلى خط فاخر جاهز للارتداء. بعد ثلاث سنوات، في عام 2011، دخل المصمم اللبناني سوق ملابس العرائس الجاهزة.
في عام 2013 م، تم تقديم مجموعته «ذكريات مجمدة» في موسكو في أسبوع مرسيدس بنز للأزياء. كانت العارضات من فئة ملكات الجمال اللائي شاركن في مسابقة ملكة جمال الكون 2013 م، وساروا في مضمار مرتدين إبداعات طوني ورد. بعد عشر سنوات من الكشف عن مجموعاته في روما خلال أسبوع الموضة الإيطالي، اختار طوني ورد في عام 2014 لبدء تقديمه في باريس.
في عام 2014 م، تم اختيار تصاميم طوني ورد لإلباس 12 متسابقًا في مسابقة ملكة جمال فرنسا 2015 خلال عرض مباشر تلاه أكثر من 8 ملايين مشاهد على القناة الفرنسية TF1 . اختار «ذا ديزاينر» أثواباً مطرزة بدقة من قماش التول تتدرج بدرجات اللون الأبيض والبيج والأزرق من مجموعة الملابس الجاهزة لربيع وصيف 2016 لتصميم الملابس. ملكة جمال فرنسا 2015 كاميل سيرف وملكة جمال فرنسا 2010 كانت مليكة مينارد ترتدي تصاميم طوني وارد خلال الحدث.

## المقر
بعد الاحتفال بالعيد الستين لميلاد الأتيليير ورد التاريخي، نُقل طوني ورد كوتور إلى مقره الجديد في فندق ديو افينيو في بيروت عاصمة لبنان. يجمع المبنى العصري البوتيك وصالونات الأزياء الراقية والمكاتب والأتيليير.

## روابط خارجية
- الموقع الرسمي